# Liste von Eisbrechern
In der Liste von Eisbrechern wird eine Auswahl von Eisbrechern geordnet nach Ländern aufgeführt.

## China
| Flagge              | Schiff     | Baujahr | BRZ    | kW     | Besatzung                 | Betreiber                         | Eisklasse     | Bemerkung | Bild |
| ------------------- | ---------- | ------- | ------ | ------ | ------------------------- | --------------------------------- | ------------- | --------- | ---- |
| China Volksrepublik | Xue Long   | 1993    | 15.352 | 13.200 | 34                        | Polar Research Institute of China | 1A Super      |           |      |
| China Volksrepublik | Xue Long 2 | 2018    | 12.769 | 15.000 | 90 inkl. Wissenschaftlern | Polar Research Institute of China | Polar Class 3 |           |      |

## Dänemark

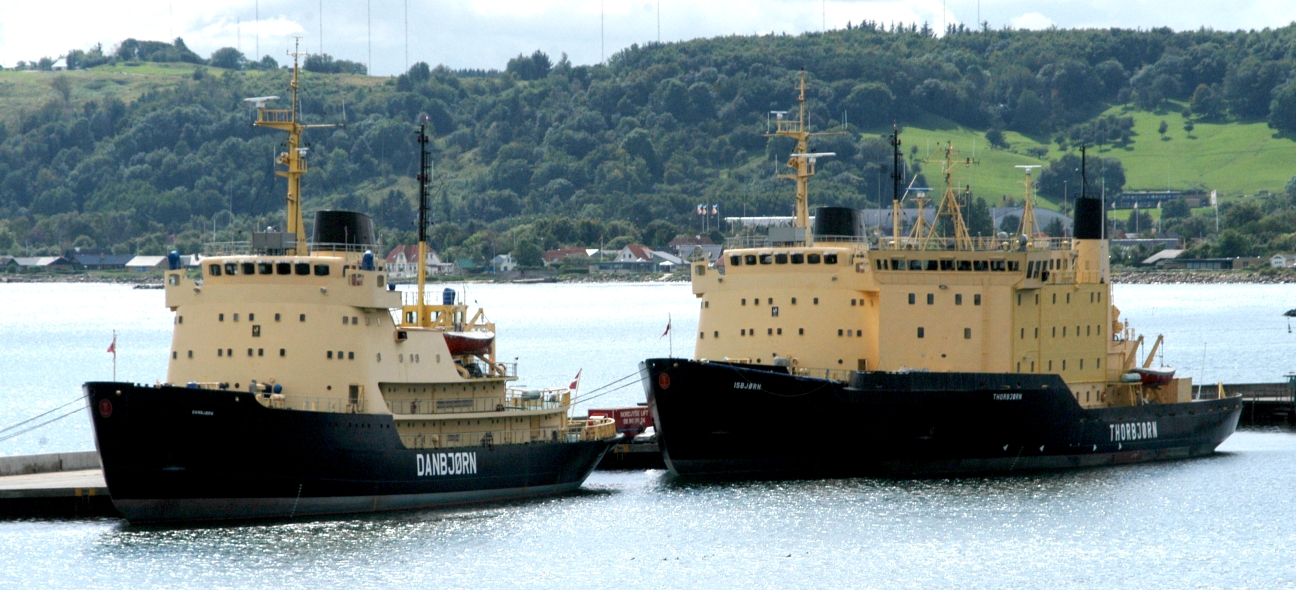
Danbjørn, Isbjørn und Thorbjørn im Hafen von Frederikshavn

| Flagge   | Schiff    | Baujahr | BRZ | kW | Besatzung | Betreiber | Eisklasse | Bemerkung                    | Bild |
| -------- | --------- | ------- | --- | -- | --------- | --------- | --------- | ---------------------------- | ---- |
| Danemark | Danbjørn  | 1965    |     |    | 26        |           |           | 2023 abgebrochen             |      |
| Danemark | Isbjørn   | 1966    |     |    | 26        |           |           | 2023 abgebrochen             |      |
| Danemark | Thorbjørn | 1980    |     |    | 22        |           |           | An Nordane Shipping verkauft |      |

## Deutschland
| Flagge      | Schiff          | Baujahr | BRZ    | kW     | Besatzung               | Betreiber                                    | Eisklasse   | Bemerkung                               | Bild |
| ----------- | --------------- | ------- | ------ | ------ | ----------------------- | -------------------------------------------- | ----------- | --------------------------------------- | ---- |
| Deutschland | Arkona          | 2004    | 2.056  | 4.860  | 16                      | ReeZ WSV                                     | E3          |                                         |      |
| Deutschland | Hanse           | 1966    | 2.763  | 5.500  | 48+7                    | Wasser- und Schifffahrtsdirektion Nord       |             | Verlust nach Brand 1998                 |      |
| Deutschland | Maria S. Merian | 2003    | 5.573  | 3.800  | 22 + 23 Wissenschaftler | Leibniz-Institut für Ostseeforschung         | PC 7 (= E3) |                                         |      |
| Deutschland | Max Waldeck     | 1966    | 940    | 2.565  | 14                      | Wasser- und Schifffahrtsdirektion Nord       |             | 2006 außer Dienst gestellt und verkauft |      |
| Deutschland | Mellum          | 1983    | 2.546  | 6.620  | 16                      | ReeZ WSV                                     | E3          |                                         |      |
| Deutschland | Neuwerk         | 1997    | 3.422  | 8.400  | 16                      | ReeZ WSV                                     | E3          |                                         |      |
| Deutschland | Polarstern      | 1982    | 12.614 | 14.120 | 44                      | Alfred-Wegener-Institut                      | ARC 3       |                                         |      |
| Deutschland | Scharhörn       | 1974    | 1.305  | 2.640  | 14                      | ReeZ WSV                                     | E           |                                         |      |
| Deutschland | Stephan Jantzen | 1967    | 2.391  | 1.582  | 17                      | Wasserstraßen- und Schifffahrtsamt Stralsund |             | Museumsschiff                           |      |
| Deutschland | Stettin         | 1933    | 783    | 1.618  | 22                      | Dampf-Eisbrecher STETTIN e.V.                | E           | Museumsschiff                           |      |
| Deutschland | Wal             | 1938    | 636    | 883    |                         | Schiffahrts-Compagnie Bremerhaven e.V.       |             | Museumsschiff                           |      |

- Berlin, 1951 abgebrochen
- Donar, 1964 in Bremerhaven abgebrochen
- Bison-Klasse, 6 Schiffe
- Eisbrecher No. 2, Hamburger Senat
- Eisfuchs, 1956 abgewrackt
- Eisvogel-Klasse, 2 Schiffe
- Elbe, Museumsschiff
- Trave, Handelskammer Lübeck

## Estland
| Flagge  | Schiff  | Baujahr | BRZ   | kW     | Besatzung | Betreiber            | Eisklasse | Bemerkung | Bild |
| ------- | ------- | ------- | ----- | ------ | --------- | -------------------- | --------- | --------- | ---- |
| Estland | Botnica | 1998    | 6.370 | 10.000 | 21 - 72   | TS Shipping, Tallinn | 1A1       |           |      |

## Finnland
| Flagge   | Schiff  | Baujahr | BRZ   | kW     | Besatzung | Betreiber                  | Eisklasse | Bemerkung | Bild |
| -------- | ------- | ------- | ----- | ------ | --------- | -------------------------- | --------- | --------- | ---- |
| Finnland | Fennica | 1992    | 9.392 | 15.000 | 27 - 77   | Arctia                     | 1A1       |           |      |
| Finnland | Nordica | 1993    | 9.392 | 15.000 | 27 - 77   | Arctia                     | 1A1       |           |      |
| Finnland | Kontio  | 1987    | 7.066 | 15.000 | 20        | Arctia                     | 1A Super  |           |      |
| Finnland | Otso    | 1986    | 7.066 | 15.000 | 20        | Arctia                     | 1A Super  |           |      |
| Finnland | Sampo   | 1961    |       | 6.472  | 9         | Sampo Tours                |           |           |      |
| Finnland | Sisu    | 1971    | 7.525 | 16.200 | 33        | Arctia                     |           |           |      |
| Finnland | Urho    | 1975    | 7.525 | 16.200 | 33        | Arctia                     |           |           |      |
| Finnland | Tarmo   | 1907    |       | 2.832  | 40        | Maritime Museum of Finland |           |           |      |
| Finnland | Voima   | 1952    | 4,159 | 10.200 | 22        | Arctia                     | 1A Super  |           |      |
| Finnland | Polaris | 2016    | 9.333 | 19.000 | 16        | Arctia                     | 1A Super  |           |      |
| Finnland | Ahto    | 2014    |       |        | 3 - 5     | Arctia                     | 1A Super  |           |      |

## Kanada
| Flagge | Schiff              | Baujahr | BRZ    | kW     | Besatzung | Betreiber              | Eisklasse                    | Bemerkung               | Bild |
| ------ | ------------------- | ------- | ------ | ------ | --------- | ---------------------- | ---------------------------- | ----------------------- | ---- |
| Kanada | Louis S. St-Laurent | 1968    | 11.345 | 20.148 | 46        | Kanadische Küstenwache | Arctic Class 4               |                         |      |
| Kanada | Griffon             | 1970    | 2.212  | 2.969  | 25        | Kanadische Küstenwache | Arctic Class 2               |                         |      |
| Kanada | Pierre Radisson     | 1978    | 5.775  | 10.100 | 38        | Kanadische Küstenwache | Arctic Class 3               | Pierre-Radisson-Klasse  |      |
| Kanada | Amundsen            | 1979    | 5.911  | 13.200 | 31        | Kanadische Küstenwache | Arctic Class 3               | Pierre-Radisson-Klasse  |      |
| Kanada | Des Groseilliers    | 1982    | 6.098  | 13.200 | 38        | Kanadische Küstenwache | Arctic Class 3               | Pierre-Radisson-Klasse  |      |
| Kanada | Terry Fox           | 1983    | 4.234  | 17.300 | 23        | Kanadische Küstenwache | Polarklasse 4                |                         |      |
| Kanada | Jean Goodwill       | 2000    | 3.382  | 13.440 | 19        | Kanadische Küstenwache | DNV - ICE 10 / Polar Class 4 | Project-Resolute-Klasse |      |
| Kanada | Vincent Massey      | 2000    | 3.382  | 13.440 | 19        | Kanadische Küstenwache | DNV - ICE 10 / Polar Class 4 | Project-Resolute-Klasse |      |
| Kanada | Captain Molly Kool  | 2001    | 3.382  | 13.440 | 19        | Kanadische Küstenwache | DNV - ICE 10 / Polar Class 4 | Project-Resolute-Klasse |      |
| Kanada | Mamilossa           | 2009    |        | 3.356  | 8         | Kanadische Küstenwache |                              | Luftkissenboot          |      |

- Alexander Henry, außer Dienst
- d’Iberville, abgebrochen
- Ernest Lapointe, Museumsschiff
- John A. Macdonald, abgebrochen
- Labrador, abgebrochen
- Mikula, außer Dienst
- N.B. McLean, abgebrochen
- Northern Light, außer Dienst
- Robert Lemeur, außer Dienst
- Saurel, außer Dienst

## Niederlande
| Flagge      | Schiff          | Baujahr | BRZ | kW    | Besatzung | Betreiber  | Eisklasse | Bemerkung       | Bild |
| ----------- | --------------- | ------- | --- | ----- | --------- | ---------- | --------- | --------------- | ---- |
| Niederlande | Arctic Sunrise  | 1974    | 949 | 1.619 | 12-30     | Greenpeace | 1A1       |                 |      |
| Niederlande | Jacob Langeberg | 1902    |     |       |           |            |           | Kanaleisbrecher |      |

## Österreich
| Flagge     | Schiff      | Baujahr | BRZ | kW   | Besatzung | Betreiber  | Eisklasse | Bemerkung |
| ---------- | ----------- | ------- | --- | ---- | --------- | ---------- | --------- | --------- |
| Osterreich | Eisvogel    | 1955    |     | 382  |           |            |           | Wien      |
| Osterreich | Eduard      |         |     |      |           |            |           | Linz      |
| Osterreich | Röthelstein | 1995    |     | 1120 | 3         | Verbund AG |           |           |

## Schweden
| Flagge   | Schiff     | Baujahr | BRZ   | kW     | Besatzung | Betreiber               | Eisklasse    | Bemerkung     | Bild |
| -------- | ---------- | ------- | ----- | ------ | --------- | ----------------------- | ------------ | ------------- | ---- |
| Schweden | Sankt Erik | 1915    | 1.441 |        | 30        | Seehistorisches Museum  |              | Museumsschiff |      |
| Schweden | Atle       | 1973    | 7.525 | 16.200 | 33        | Wärtsilä                |              |               |      |
| Schweden | Frej       | 1975    | 7.525 | 16.200 | 33        | Wärtsilä                |              |               |      |
| Schweden | Ymer       | 1977    | 7.525 | 16.200 | 33        | Wärtsilä                |              |               |      |
| Schweden | Oden       | 1988    | 9.605 | 18.000 | 15        | Viking Supply Ships A/S | DNV POLAR-20 |               |      |

- Isbrytaren
- Statsisbrytaren / Atle, 1931 abgebrochen
- Ymer, 1977 abgebrochen
- Thule, 1998 abgebrochen
- Oden, 1988 abgebrochen
- Tor, 2000 verkauft an Russland
- Njord, 2000 verkauft und umbenannt in Polar Star
- Ale

## Spanien
| Flagge  | Schiff     | Baujahr | BRZ   | kW    | Besatzung | Betreiber       | Eisklasse | Bemerkung | Bild |
| ------- | ---------- | ------- | ----- | ----- | --------- | --------------- | --------- | --------- | ---- |
| Spanien | Hesperides | 1990    | 2.682 | 2.800 | 55 - 58   | Armada Española | 1C        |           |      |

## Südkorea
| Flagge    | Schiff | Baujahr | BRZ   | kW     | Besatzung | Betreiber | Eisklasse               | Bemerkung | Bild |
| --------- | ------ | ------- | ----- | ------ | --------- | --------- | ----------------------- | --------- | ---- |
| Korea Sud | Araon  | 2009    | 6.950 | 10.000 | 25        | KOPRI     | KR PL-10 (DNV Polar-10) |           |      |

## Russland/Sowjetunion
| Flagge                                  | Schiff                                | Baujahr           | BRZ             | kW       | Besatzung               | Betreiber                                       | Eisklasse        | Bemerkung                                                                                  | Bild |
| --------------------------------------- | ------------------------------------- | ----------------- | --------------- | -------- | ----------------------- | ----------------------------------------------- | ---------------- | ------------------------------------------------------------------------------------------ | ---- |
| Russland                                | Pajlot-Klasse                         | 1864 - 1889       |                 | 62 / 183 |                         | Michail Ossipowitsch Britnew                    |                  | vermutlich 5 Einheiten                                                                     |      |
| Russland                                | Angara                                | 1900              |                 | 919      |                         |                                                 |                  | Museumsschiff in Irkutsk                                                                   |      |
| Estland                                 | Zar Michail Feodorowitsch / Suur Tõll | 1913              | 2.391           | 3.309    |                         |                                                 |                  | Museumsschiff in Tallinn                                                                   |      |
| Russisches Kaiserreich Frankreich       | Ilja Muromez/Pollux                   | 1915              | 1.664           | 2.942    |                         | Kaiserlich Russische Marine, Marine Nationale   |                  | 1922 von Frankreich übernommen, 1964 abgewrackt                                            |      |
| Deutsches Reich Sowjetunion             | Ilja Muromez/Eisbär                   | 1942              | 1.500           | 2.427    | 70                      | Kriegsmarine, Hauptverwaltung Nördlicher Seeweg |                  | 1946 als Kriegsbeute an die Sowjetunion ausgeliefert, 1981 abgewrackt                      |      |
| Russisches Kaiserreich Frankreich       | Kosma Minin                           | 1916              | 2.432           | 4.707    |                         | Kaiserlich Russische Marine, Marine Nationale   |                  | 1922 von Frankreich übernommen, 1947 abgewrackt                                            |      |
| Russisches Kaiserreich Sowjetunion      | Stepan Makarov                        | 1916              | 2.432           | 4.707    |                         | Kaiserlich Russische Marine, Marine Nationale   |                  | 1941 gesunken                                                                              |      |
| Sowjetunion 1923                        | Lena / Cheliuskin                     | 1933              | 3.607           |          |                         | Sovtorgflot                                     |                  | 1934 gesunken                                                                              |      |
| Deutsches Reich Sowjetunion             | Aljoscha Popowitsch/Eisvogel          | 1942              |                 | 2.354    | 69                      | Kriegsmarine, Hauptverwaltung Nördlicher Seeweg |                  | 1945 als Kriegsbeute an die Sowjetunion ausgeliefert, 1972 zum Schiffsfriedhof Truda-Bucht |      |
| Sowjetunion 1955                        | Lenin                                 | 1959              | 14.067          | 32.362   | 243                     |                                                 | Nuklear          | Museumsschiff                                                                              |      |
| Sowjetunion Russland                    | Arktika-Klasse                        | ca. 1970 bis 2007 | 20.646 – 23.439 | 55.200   | 145                     |                                                 | Nuklear          | 6 gebaute Einheiten, 2 in Dienst                                                           |      |
| Sowjetunion                             | Otto Schmidt / Projekt 97N            | 1978              |                 |          | 54 + 30 Wissenschaftler |                                                 |                  | 1996 abgewrackt                                                                            |      |
| Sowjetunion 1955                        | Stalin-Klasse                         | 1935 bis 1941     |                 | 7.378    | 142                     |                                                 |                  | 4 gebaute Einheiten                                                                        |      |
| Russisches Kaiserreich Sowjetunion 1955 | Jermak                                | 1899              |                 | 6.906    |                         | Kaiserlich Russische Marine                     |                  | 1964 abgewrackt                                                                            |      |
| Sowjetunion Russland                    | Jermak-Klasse                         | ab 1974           |                 | 36.000   | 118                     | Far East Shipping Company                       |                  | 3 gebaute Einheiten                                                                        |      |
| Russische Republik 1917 Sowjetunion     | Krasin                                | 1917              | 5.484           | 7.355    |                         |                                                 |                  | Museumsschiff                                                                              |      |
| Sowjetunion                             | Kapitan-Sorokin-Klasse                | 1978 bis 1981     |                 |          | 70                      | Far East Shipping Company                       | LL3              | 4 gebaute Einheiten                                                                        |      |
| Sowjetunion                             | Kapitan-Tschetschkin-Klasse           | 1977 bis 1978     |                 |          |                         |                                                 |                  | minimum 6 Einheiten                                                                        |      |
| Sowjetunion                             | Moskwa-Klasse                         | 1959 bis 1969     |                 | 16.400   | 109                     |                                                 |                  | 5 gebaute Einheiten                                                                        |      |
| Russland                                | Moskwa-Klasse / Projekt 21900         | 2007 bis 2015     |                 |          | 25                      |                                                 | RMRS Icebreaker6 | 5 Einheiten gebaut, 2 in Planung                                                           |      |
| Sowjetunion Russland                    | Taymyr-Klasse                         | 1989 bis 1990     |                 | 36.000   | 100                     | FGUP Atomflot                                   | LL2              | minimum 2 Einheiten                                                                        |      |
| Russland                                | Aker ACS 650                          | 2006 bis 2009     | 17.031          | 12.560   | 15                      | Nornickel                                       |                  | 5 gebaute Einheiten                                                                        |      |
| Russland                                | Vitus-Bering-Klasse                   | 2012 bis 2013     | 7.487           | 13.000   | 50                      | Sovkomflot                                      | RMRS Icebreaker6 | minimum 2 Einheiten                                                                        |      |
| Russland                                | LK-60Ja-Klasse / Projekt 22220        | ab 2016           | 28.494          | 60.000   | 53                      | Sovkomflot                                      | RMRS Icebreaker9 | 4 von 5 Einheiten fertiggestellt                                                           |      |
|                                         | Ilja Muromez / Projekt 21180          | 2017              | 5.202           | 12.000   | 35                      | Russische Seekriegsflotte                       | RMRS Icebreaker6 |                                                                                            |      |

- Admiral Magadan 1982
- Taymyr 1909 - ~ 1950
- Waigatsch 1907 - 1924

## Großbritannien
| Flagge                 | Schiff                 | Baujahr | BRZ    | kW     | Besatzung | Betreiber                         | Eisklasse                     | Bemerkung | Bild |
| ---------------------- | ---------------------- | ------- | ------ | ------ | --------- | --------------------------------- | ----------------------------- | --------- | ---- |
| Vereinigtes Konigreich | Endurance              | 1990    |        | 6.000  | 126       | Royal Navy bis 2015               | 1A1                           |           |      |
| Vereinigtes Konigreich | Protector              | 2001    | 4.985  | 7.070  |           | Royal Navy                        | DNV ICE-05                    |           |      |
| Falklandinseln         | Sir David Attenborough | 2018    | 15.609 | 11.000 | 30        | UK Research & Innovation, Swindon | Polar Class 4 (5 für Antrieb) |           |      |

## Vereinigte Staaten
| Flagge             | Schiff              | Baujahr | BRZ    | kW     | Besatzung | Betreiber                              | Eisklasse        | Bemerkung                | Bild |
| ------------------ | ------------------- | ------- | ------ | ------ | --------- | -------------------------------------- | ---------------- | ------------------------ | ---- |
| Vereinigte Staaten | Nathaniel B. Palmer | 1992    | 6.174  | 9.485  | 22        | National Science Foundation            | ABS A2           |                          |      |
| Vereinigte Staaten | Laurence M. Gould   | 1997    | 2.966  | 3.412  |           | National Science Foundation            | ABS A1           |                          |      |
| Vereinigte Staaten | Manhattan           | 1962    | 65.740 | 31.626 |           | Hudson Waterways Corporation, New York |                  | verschrottet             |      |
| Vereinigte Staaten | Healy               | 1997    |        | 22.400 | 76        | United States Coast Guard              |                  |                          |      |
| Vereinigte Staaten | Polar Star          | 1976    | 13.190 | 55.162 | 18 + 127  | United States Coast Guard              | ungefähr PC2/PC3 |                          |      |
| Vereinigte Staaten | Polar Sea           | 1977    | 13.190 | 55.162 | 18 + 127  | United States Coast Guard              | ungefähr PC2/PC3 | 2010 außerdienstgestellt |      |
| Vereinigte Staaten | Aiviq               | 2012    | 12.892 | 16.240 | 28        | Edison Chouest Offshore                | ABS A3           |                          |      |

## Südafrika
| Flagge    | Schiff           | Baujahr | BRZ    | kW    | Besatzung | Betreiber                                         | Eisklasse     | Bemerkung | Bild |
| --------- | ---------------- | ------- | ------ | ----- | --------- | ------------------------------------------------- | ------------- | --------- | ---- |
| Sudafrika | S. A. Agulhas    | 1977    | 6.122  | 4.476 | 40        |                                                   |               |           |      |
| Sudafrika | S. A. Agulhas II | 2011    | 12.897 | 9.000 | 44        | Department of Environment, Forestry and Fisheries | Polar Class 5 |           |      |